# イソアミラーゼ
イソアミラーゼ(Isoamylase、EC 3.2.1.68)は、グリコーゲンやアミロペクチン、デキストリンの側鎖の(1->6)-α-D-グリコシド結合を加水分解する反応を触媒する酵素である。系統名は、グリコーゲン 6-α-D-グルカノヒドロラーゼ(glycogen 6-alpha-D-glucanohydrolase)である。この酵素は、アミロペクチンも容易に分解することができる。

## 概要
1949年に、丸尾文治と小林恒夫が酵母抽出液中に発見した。
当初、アミロペクチンに作用させるとヨウ素澱粉反応を赤褐色から紫色に変えることから、「アミロシンターゼ（アミロペクチンを長くする合成酵素）」と呼ばれていたが、実際には分岐構造のα-1,6グルコシド結合が切断し、短いアミロースを生成したので、「イソアミラーゼ」と命名された。
澱粉、グリコーゲンのα-1,6結合を加水分解し、直鎖状のアミロースを生成するが、プルランのα-1,6結合にはほとんど作用しない。
植物、微生物に広く分布している。